# Suzanne Lilar
Suzanne Lilar (nascuda Suzanne Verbist) (Gant, Bèlgica, 21 de maig del 1901 - Brussel·les, Bèlgica, 12 de desembre del 1992) fou una dramaturga, assagista i novel·lista belga flamenca d'expressió francesa.
El 1956 va ser escollida membre de l'Académie royale de langue et de littérature françaises de Belgique.

## Obra
- Le Burlador ou l'Ange du demon (1946)
- Tous les chemins mènent au ciel (1947)
- Le Roi Lépreux (1947)
- The Belgian Theatre since 1890 (1950), New York, Belgian Government Information Center.
- Soixante ans de théâtre belge (1952)
- Journal de l'analogiste (1954), Paris, Éditions Julliard; Rééd. 1979, Paris, Grasset. Pròleg de Julien Gracq, Introducció de Jean Tordeur, (ISBN 2-246-00731-3)
- Le Jeu, p. 218-239, aː Éditions "Synthèses", 1957, núm. 128, Woluwe-St-Lambert-Bruxelles. Reproduït sota el títol: Dialogue de l'analogiste avec le professeur Plantenga, p. 110-144, a "L'art et le jeu", Deucalion, 1957, núm. 6, Neuchatel, Éditions de la Baconnière.
- Théâtre et mythomanie (1958), Porto.
- La confession anonyme (1960), Paris, Éditions Julliard; Rééd. 1980, Bruxelles, Éditions Jacques Antoine, amb pròleg de l’autor; 1983, Paris, Gallimard, ISBN 2-07-025106-3. El cineasta belga André Delvaux recreà l'obra per al cinema en el film Benvenuta el 1983.
- Le Divertissement portugais (1960), Paris, Éditions Julliard; Rééd. 1990, Bruxelles, Labor, Espace Nord, (ISBN 2-8040-0569-0).
- Le couple, p. 33-45 dans "La femme et l'amour", La Nef, nova sèrie, quadern núm. 5, gener- març 1961, Julliard, Paris.
- Le Couple (1963), Paris, Grasset; Rééd. 1970, Bernard Grasset Coll. Diamant, 1972, Livre de Poche; 1982, Bruxelles, Les Éperonniers, ISBN 2-8713-2193-0; Traduï a l'anglès com Aspects of Love in Western Society, el 1965, de Jonathan Griffin, New York, McGraw-Hill, LC 65-19851
- À propos de Sartre et de l'amour (1967), Paris, Bernard Grasset; Rééd. 1984, Gallimard, (ISBN 2-07-035499-7)
- Le Malentendu du Deuxième Sexe (1969), amb la col·laboració del professor Gilbert-Dreyfus. Paris, Presses universitaires de France (Prix Quinquennal de l'Essai 1971)
- Une enfance gantoise (1976). Paris, Bernard Grasset, ISBN 2-246-00374-1; Rééd. 1986, Bibliothèque Marabout.
- À la recherche d'une enfance (1979). Pròleg de Jean Tordeur. Bruxelles, Éditions Jacques Antoine, amb fotos del pare de l'autor.
- Faire un film avec André Delvaux (1982), p. 209-214. aː André Delvaux ou les visages de l'imaginaire, Ed. A. Nysenhole, Revue de l'Université de Bruxelles.
- Journal en partie double (1986) aː Cahiers Suzanne Lilar, Paris, Gallimard, (ISBN 2-07070632-X).
- Les Moments merveilleux (1986) aː Cahiers Suzanne Lilar, Paris, Gallimard, (ISBN 2-07070632-X).[2]

## Premis literaris
- 1946: Premi Picard per Le Burlador
- 1947: Premi Vaxelaire per Le Burlador
- 1954: Premi Sainte-Beuve pel Journal de l'Analogiste
- 1963: Premi Eve-Delacroix per La parella
- 1972: Premi Quinquennal de l'Essai, de l’Académie française
- 1973: Premi belga-canadenc per la seva obra
- 1977: Premi Saint-Simon per Une enfance gantoise
- 1980: Premi Europalia per la seva obra